# Mitsubishi Ki-30
Die Mitsubishi Ki-30 ist ein einmotoriger japanischer Bomber des Zweiten Weltkrieges. Von ihr wurden insgesamt 772 Exemplare gebaut. Der alliierte Codename lautet Ann.

## Geschichte
Die Entwicklung begann aufgrund einer Forderung der japanischen Armee nach einem leichten Bomber im Mai 1936 als Konkurrenzmuster zur Ki-32 von Kawasaki. Wie diese war sie in Ganzmetallbauweise mit starrem, stromlinienförmig ummantelten Fahrwerk ausgelegt. Die Ki-30 war ein freitragender Mitteldecker und wurde von einem luftgekühlten Sternmotor angetrieben.
Es wurden zwei Prototypen gebaut. Der erste erhielt ein Mitsubishi Ha-6-Triebwerk und flog erstmals am 28. Februar 1937. Den zweiten stattete man mit einem stärkeren Nakajima Ha-5KAI aus. Mit diesem Antrieb überzeugte die Ki-30 bei einem Vergleichsfliegen mit der Ki-32 trotz der geringeren Wendigkeit gegenüber dem Konkurrenzmuster, so dass 16 Vormaschinen bestellt wurden. Diese konnten im Januar 1938 ausgeliefert werden, und im März des gleichen Jahres lief die Serienproduktion an. Der erste Kampfeinsatz erfolgte noch 1938 im Japanisch-Chinesischen Krieg, wo die Maschinen sich gut bewährten. Später operierten die Ki-30 hauptsächlich von den Philippinen aus.
Die Produktion im Mitsubishi-Stammwerk endete im April 1940 nach 704 Maschinen, jedoch wurden von 1939 bis 1941 bei Rikugun Kokugijutsu Kenkyujo in Tachikawa weitere 68 Flugzeuge in Lizenz hergestellt. Als sich der Krieg immer mehr zuungunsten Japans entwickelte und für die Bomberverbände kein ausreichender Jagdschutz mehr vorhanden war, erlitt die Ki-30 schwere Verluste, so dass sie aus der ersten Reihe abgezogen und im Hinterland eingesetzt wurde. Bei Kriegsende verbrauchte man viele Ki-30 bei Kamikaze-Einsätzen.

## Technische Daten

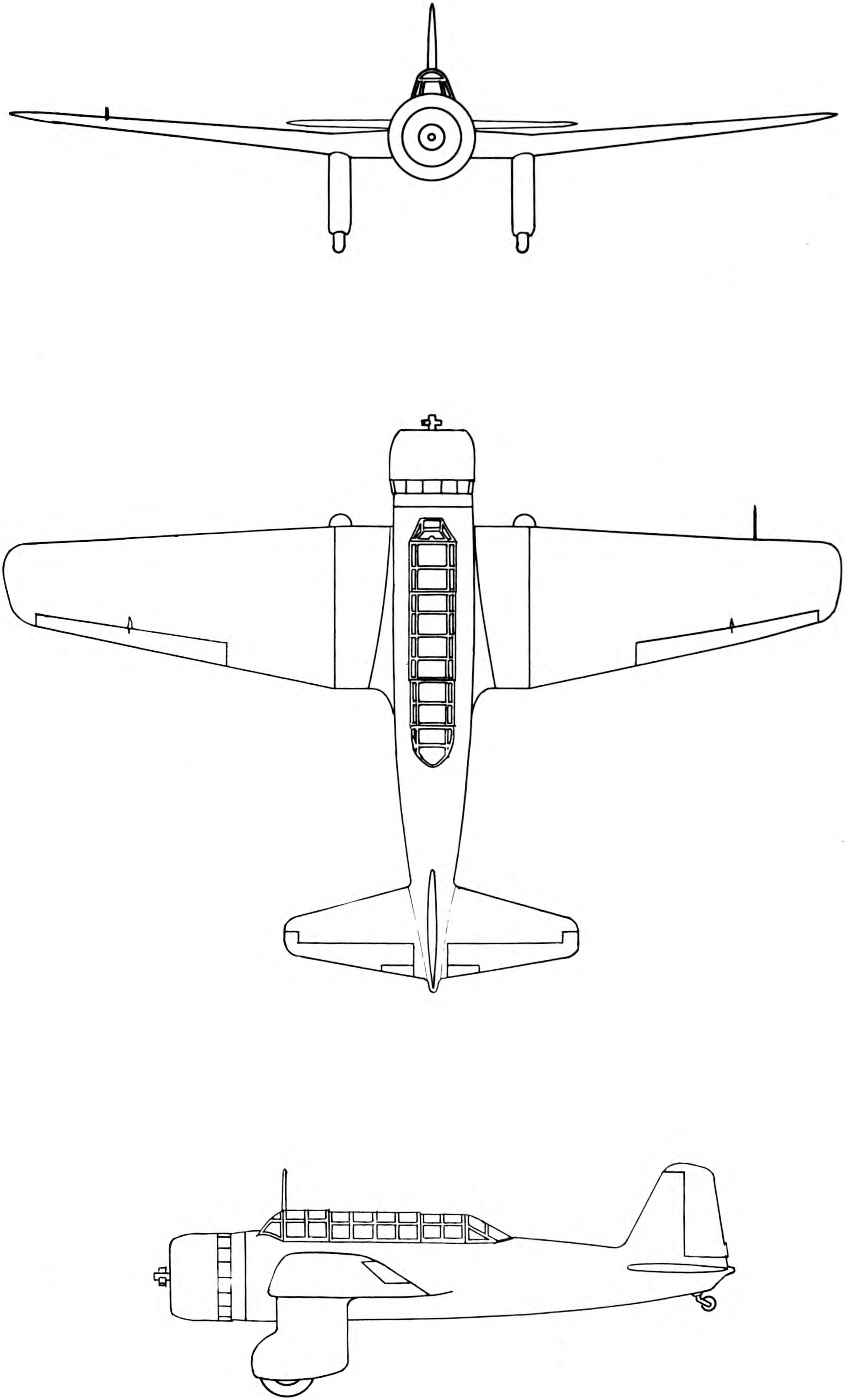
Dreiseitenriss Ki-30

| Kenngröße             | Daten                                                           |
| --------------------- | --------------------------------------------------------------- |
| Besatzung             | 2 (Pilot / Bordschütze)                                         |
| Länge                 | 10,34 m                                                         |
| Flügelspannweite      | 14,55 m                                                         |
| Höhe                  | 3,66 m                                                          |
| Flügelfläche          | 30,58 m²                                                        |
| Flügelstreckung       | 6,9                                                             |
| Leermasse             | 2230 kg                                                         |
| Startmasse            | normal 3322 kg                                                  |
| Antrieb               | ein luftgekühlter 14-Zylinder-Doppelsternmotor Kawasaki Ha-5KAI |
| Leistung              | 950 PS (ca. 700 kW)                                             |
| Höchstgeschwindigkeit | 432 km/h in 4000 m Höhe                                         |
| Marschgeschwindigkeit | 380 km/h                                                        |
| Steigzeit             | 10,36 min auf 5000 m Höhe                                       |
| Dienstgipfelhöhe      | 8570 m                                                          |
| Reichweite            | maximal 1700 km                                                 |
| Bewaffnung            | ein starres und ein bewegliches 7,7-mm-MG                       |
| Bombenzuladung        | normal 300 kg maximal 400 kg                                    |